# Юрт-Ора
Юрт-Ора (тат. Умар авыл) — деревня в Колыванском районе Новосибирской области. Входит в состав Скалинского сельсовета.

## История
Деревня Юрт-Ора расположена на месте традиционного с VIII века проживания сибирских татар.
Чатские татары играли большую роль в охране земель Русского государства. В целях сохранения национальных, бытовых и культурно-исторических традиций чатов с 1994 года деревню Юрт-Ора включили как памятное место в списки памятников истории и культуры Новосибирской области, стоящих на государственной охране как объект историко-культурного наследия.

## География и климат
Площадь деревни — 33 гектара.
В деревне Юрт-Ора умеренно-холодный климат и значительное количество осадков в течение года. По классификации Кёппена — влажный континентальный климат (индекс Dfb) с тёплым летом и равномерным увлажнением в течение года.
| Показатель                    | Янв.  | Фев.  | Март  | Апр. | Май  | Июнь | Июль | Авг. | Сен. | Окт. | Нояб. | Дек.  | Год  |
| ----------------------------- | ----- | ----- | ----- | ---- | ---- | ---- | ---- | ---- | ---- | ---- | ----- | ----- | ---- |
| Средний суточный максимум, °C | −14,8 | −11,1 | −2,3  | 7,5  | 16,1 | 22,2 | 23,4 | 21,2 | 14,6 | 5,5  | −4,6  | −11   | 5,4  |
| Средняя температура, °C       | −17,7 | −14,2 | −5,9  | 2,9  | 11,2 | 17,8 | 19,3 | 17,0 | 10,6 | 2,4  | −7,2  | −13,9 | 1,9  |
| Средний суточный минимум, °C  | −21,1 | −18   | −10,3 | −2,7 | 5,2  | 12,7 | 14,5 | 12,0 | 6,3  | −0,8 | −10,3 | −17,2 | −2,5 |
| Среднее число дней с осадками | 7     | 6     | 6     | 7    | 7    | 8    | 9    | 8    | 8    | 8    | 9     | 9     | 92   |
| Норма осадков, мм             | 31    | 25    | 29    | 34   | 46   | 61   | 71   | 64   | 51   | 51   | 49    | 45    | 557  |
| Средняя влажность, %          | 77    | 79    | 76    | 67   | 58   | 63   | 69   | 68   | 67   | 74   | 83    | 81    | 72   |
| Источник: Климат Юрт-Оры      |       |       |       |      |      |      |      |      |      |      |       |       |      |

## Население
| 2002 | 2007 | 2010 |
| ---- | ---- | ---- |
| 93   | ↗99  | ↘51  |

Население деревни состоит преимущественно из коренных сибирских татар — чатов, формировавшихся как этнос в Новосибирском Приобье с XVI века.
В 1926 году в деревне проживал 317 человек (157 мужчин и 160 женщин), основное население — татары.

## Инфраструктура
В деревне по данным на 2007 год функционирует 1 учреждение здравоохранения.
7 сентября 2014 года была открыта мечеть.

## Этнографический комплекс
В 2018 году состоялось открытие музея под открытым небом «Усадьба чатского татарина».